# Bataille de Satala (530)
Guerres perso-byzantines
Batailles
- Amida (502-503)

Guerre d'Ibérie
- Thannuris (528)
- Dara (530)
- Satala (530)
- Callinicum (531)

Guerre lazique
- Phasis (555-556)

Guerre pour le Caucase
- Constantine (582)
- Solachon (586)
- Martyropolis (588)

Guerre de 602 - 628
- Antioche (613)
- Césarée (614)
- Jérusalem (614)
- Égypte (618-621)
- Sarus (625)
- Constantinople (626)
- Tbilissi (627-628)
- Ninive (627)

La bataille de Satala est un affrontement entre l'Empire byzantin et l'Empire sassanide au cours de la guerre d'Ibérie, durant l'été 530, près de la ville de Satala (de), en Arménie byzantine (Petite-Arménie). Elle débouche sur une victoire de l'armée byzantine, qui force les Perses à abandonner le siège de la ville. Cette victoire permet aux Byzantins de remporter par la suite plusieurs succès notables aboutissant à une tentative de négociations entre les deux camps.

## Contexte
Au printemps 530, les Perses envahissent la Mésopotamie byzantine, mais ils sont défaits lors de la bataille de Dara. Dans le même temps, ils envahissent le Caucase, mettant la main sur le Royaume d'Ibérie et occupant le Lazique. Souhaitant tirer profit de ces premiers succès, le chah de Perse Kavadh Ier (488-531) envoie une armée attaquer les provinces byzantines d'Arménie. Il nomme le général Mihr-Mihroe (Mermeroes) à la tête de cette armée.
Mihr-Mihroe commence par rassembler ses forces près de la forteresse byzantine frontalière de Theodosiopolis (Erzurum). Selon Procope, son armée est principalement composée de milices levées dans les provinces perses d'Arménie et du Caucase du Nord, ainsi que de 3 000 Sabires.
Du côté byzantin, le commandement est assuré par Sittas, qui était magister militum per Armeniam et vient d'être promu magister militum praesentalis, et par son successeur à son ancien poste, Dorotheus. Dès qu'ils apprennent les préparatifs perses, ils envoient deux de leurs gardes espionner les perses. L'un est capturé mais l'autre parvient à revenir au camp en ayant récupéré de précieuses informations, ce qui permet aux Byzantins de lancer une attaque surprise sur le camp perse. L'armée perse est dispersée et son camp pillé par les Byzantins, qui retournent ensuite dans leurs bases,.

## Bataille
Après avoir rassemblé ses forces, Mihr-Mihroe envahit le territoire byzantin. Il contourne Theodosiopolis et se dirige vers la ville de Satala, dont il souhaite s'emparer. Dans cet objectif, il établit son camp à une distance raisonnable des murs de la ville. Les Byzantins, dont les forces sont moins importantes que celles des Perses (environ la moitié), ne les attaquent pas directement. Sittas occupe les collines entourant les villes, tandis que le gros de l'armée byzantine sous le commandement de Dorotehus reste stationné dans la ville.
Le jour suivant, les Perses progressent vers la ville et commencent à l'encercler afin d'en préparer le siège. À ce moment-là, Sittas et son détachement jaillissent des collines où ils étaient postés. Les Perses, qui voient arriver sur eux un nuage important de poussière, pensent qu'ils ont affaire au gros de l'armée byzantine. Ils rassemblent leurs forces en hâte et font demi-tour pour les affronter. Dorotheus sort alors de la ville avec son armée et attaque les Perses par l'arrière. En dépit d'une position tactique inconfortable (étant attaquée frontalement et par l'arrière), l'armée perse parvient tout d'abord à résister efficacement grâce à sa supériorité numérique. C'est alors qu'un commandant byzantin, Florentius le Thrace, charge avec son unité sur le centre des lignes perses et réussit à s'emparer de l'étendard de bataille de Mihr-Mihroe. Florentius est tué peu après, mais la perte de cet étendard provoque une panique dans l'armée perse, qui commence alors à se replier vers son camp en abandonnant le champ de bataille.

## Conséquences
Le lendemain, les Perses font demi-tour et retournent dans leurs provinces d'Arménie, sans être inquiétés par les Byzantins, qui sont déjà satisfaits de leur victoire sur une force bien plus importante.
Cette victoire est un succès majeur pour l'Empire byzantin, alors que du côté perse, le moral est au plus bas. À la suite de cette défaite, un certain nombre de chefs arméniens perses (les frères Narses, Aratius, et Isaac) font défection, et un certain nombre de forteresses importantes, comme Bolum et Pharangium, sont capturées par les Byzantins. Des négociations ont lieu entre les deux camps mais elles n'aboutissent pas. Au printemps 531, la guerre reprend avec la campagne militaire menant à la Bataille de Callinicum.

## Sources
- Greatrex, Geoffrey; Lieu, Samuel N. C. (2002). The Roman Eastern Frontier and the Persian Wars (Partie II, 363–630 AD). New York and London, United Kingdom : Routledge (Taylor & Francis).